# Зайцев, Евгений Владимирович (государственный деятель)
Евгений Владимирович Зайцев — советский государственный хозяйственный  и партийный деятель. Заслуженный деятель искусств Российской Федерации (2001), Заслуженный работник культуры РСФСР (1975), кандидат исторических наук.

## Биография
Родился в Изюме Харьковской области. Член КПСС.
После окончания школы — курсант спецшколы ВВС, курсант Харьковского военно-авиационного училища, в дальнейшем штурман авиационного полка. 
- С 1945 года работал на станции Таганрог Северо-Кавказской железной дороги.
- С 1946 по 1951 год — на комсомольской работе, в т.ч. первый секретарь Таганрогского ГК ВЛКСМ.
- С 1957 года по 1961 год — старший преподаватель Таганрогского радиотехнического института.
- С 1961 года - на партийной работе в Ростовском обкоме КПСС.
- С 1963 года по 1967 год - в Москве на партийной работе при ЦК КПСС по РСФСР.
- С 1967 года по 1983 год — первый заместитель министра культуры РСФСР.
- С 1983 года по 1986 год — первый заместитель министра культуры СССР.
- С 1986 года - заместитель директора НИИ теории и истории изобразительных искусств Российской Академии Художеств.

Умер в 2004 году в Москве. 

## Награды
- Орден Октябрьской Революции (16 декабря 1985 года) — за заслуги в области советской культуры и искусства и в связи с шестидесятилетием со дня рождения[1].
- Два ордена Трудового Красного Знамени.
- Орден Дружбы народов (14 ноября 1980 года) — за большую работу по подготовке и проведению Игр XXII Олимпиады[2].
- Заслуженный деятель искусств Российской Федерации (21 ноября 2001 года) — за заслуги в области искусства[3].
- Заслуженный работник культуры РСФСР (15 декабря 1975 года) — за заслуги в развитии советской культуры[4].
- Почётная грамота Правительства Российской Федерации (9 февраля 2001 года) — за большой личный вклад в развитие отечественной культуры, многолетний добросовестный труд и в связи с 75-летием со дня рождения[5].